# Coleophora leuroses
Coleophora leuroses är en fjärilsart som beskrevs av Walsingham. Coleophora leuroses ingår i släktet Coleophora och familjen säckmalar. Inga underarter finns listade i Catalogue of Life.